# Stefan Szczepłek
Stefan Tadeusz Szczepłek (ur. 26 stycznia 1949 w Falenicy) – polski dziennikarz, pisarz, komentator sportowy i historyk piłki nożnej.

## Życiorys
Absolwent XXV Liceum Ogólnokształcącego im. Józefa Wybickiego w Warszawie. Ukończył studia z nauk politycznych na Uniwersytecie Warszawskim.
Specjalizuje się w tematyce piłkarskiej. Pracował w „Sztandarze Młodych”, tygodniku „Piłka Nożna”, redakcji sportowej TVP oraz w „Życiu Warszawy”. Obecnie jest dziennikarzem redakcji sportowej „Rzeczpospolitej”. Autor książek o historii futbolu.

## Życie prywatne
Żonaty z Wandą, mają dwójkę dzieci: Martę i Jana. Jego brat Jan Szczepłek był zawodnikiem CWKS Legia Warszawa.

## Nagrody i wyróżnienia
Laureat nagrody Złote Pióro Klubu Dziennikarzy Sportowych i Nagrody im. Dariusza Fikusa za 2007. W 2012 otrzymał Srebrnego Wawrzyna Olimpijskiego PKOI. W 2014 odznaczony Złotym Krzyżem Zasługi. W 2015 otrzymał Nagrodę im. Bohdana Tomaszewskiego.

## Twórczość
- Mexico'86. Wszystko o wszystkich (1986, Młodzieżowa Agencja Wydawnicza)
- Strzał w dziesiątkę (1986, Młodzieżowa Agencja Wydawnicza)
- Mecze, które wstrząsnęły światem. 1 tom kolekcji Złota Jedenastka (2011, Polityka)
- Polska! Biało-czerwoni! 7 tom kolekcji Złota Jedenastka  (2011, Polityka)
- Moja historia futbolu. Tom 1. Świat (2007, Rzeczpospolita/Presspublica)
- Moja historia futbolu. Tom 2. Polska (2007, Rzeczpospolita/Presspublica)
- Deyna, Legia i tamte czasy (2012, Marginesy)
- Żonglerka (2012, Oficyna Wydawnicza Przybylik)
- Moja historia futbolu. Tom 1. Świat (2015, Sine Qua Non)
- Moja historia futbolu. Tom 2. Polska (2016, Sine Qua Non)
- Szkoła falenicka (2018, Wydawnictwo Literackie)
- Mecze polskich spraw (2021, Sine Qua Non)
- Warszawa idzie na mecz. Tom 1 (2022, Skarpa Warszawska)
- Warszawa idzie na mecz. Tom 2 (2023, Skarpa Warszawska)
- Stadiony wiecznej ciszy (2024, Skarpa Warszawska)